# フェルナン・メイソニエ

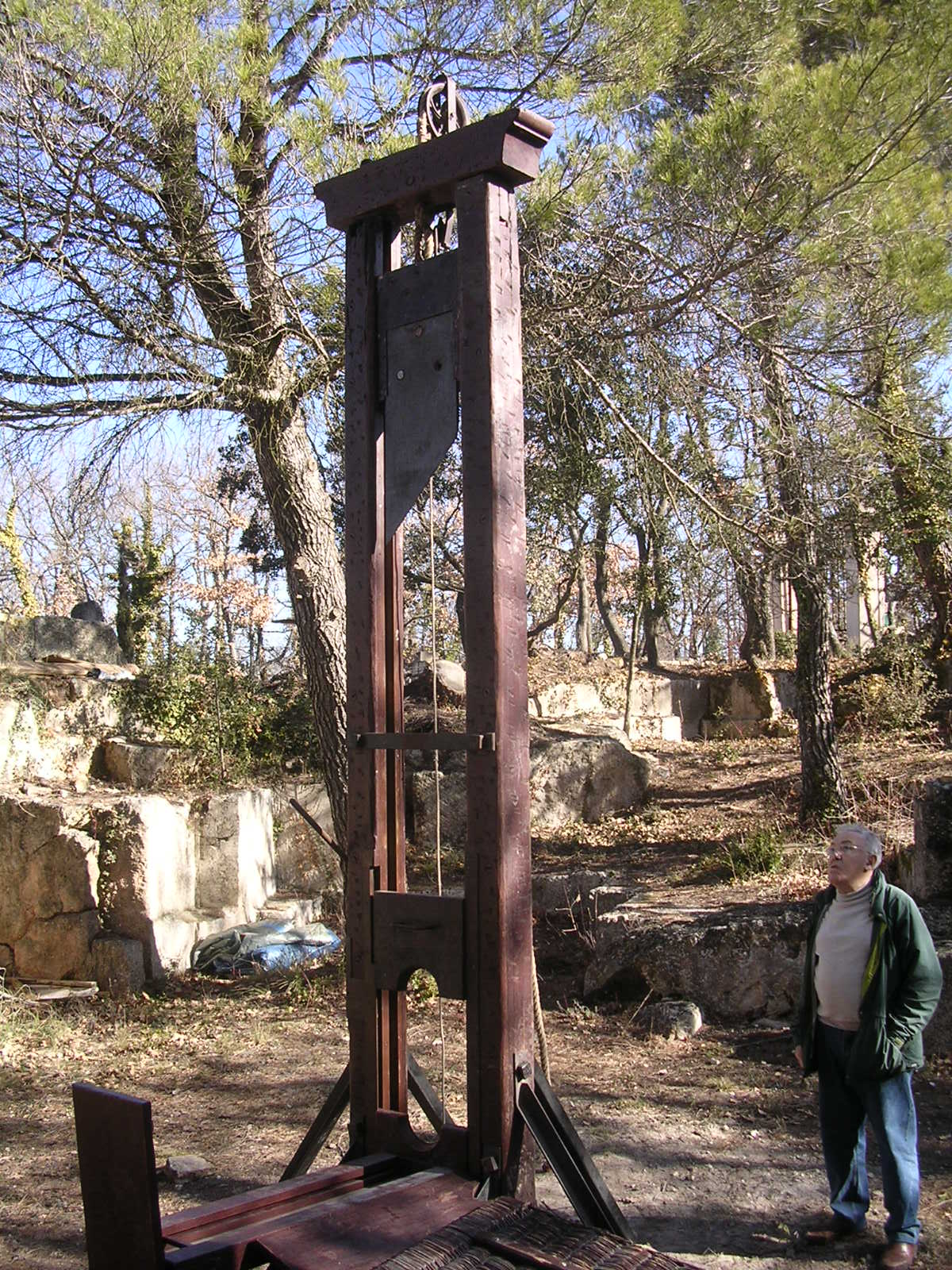
フェルナン・メイソニエが使用していたギロチン。右下に写っている人物がフェルナン・メイソニエ本人

フェルナン・メイソニエ（フランス語: Fernand Meyssonnier、1931年 - 2008年8月8日）は、フランスの県だったアルジェリア（フランス領アルジェリア）最後の死刑執行人。1947年から1961年まで死刑執行人を務め200人以上を処刑した。
先祖代々、アルジェリアの死刑執行人を務める家系に生まれ、12歳の時には死刑執行人助手を勤めていた、義務教育を終えるとそのまま、1947年に父親のモーリス・メイソニエの後を継いで死刑執行人となった。1961年にアルジェリアがフランスから独立するに伴って失職した。
彼は現在のアルジェリアに該当するフランスのアルジェ県、オラン県、コンスタンティーヌ県の死刑執行人であった。当時のフランスの法律では死刑執行人はムッシュ・ド・パリ1人だけと定められていたが、アルジェリアには例外として死刑執行人がいた。
フランスの法律ではギロチンは死刑執行人の私有財産であるため、フェルナン・メイソニエは引退後もギロチンを保有しており、引退後に何度もマスメディアの取材に応じてギロチンを披露している。